# Bandi jezik
Bandi jezik (ISO 639-3: bza; bande, gbunde), nigersko-kongoanski jezik kojim govori 100 000 ljudi u Liberiji (Johnstone and Mandryk 2001), okrug Lofa, i nešto na području Gvineje. Ima nekoliko dijalekata tahamba, wawana, wulukoha, hasala, lukasa i hembeh.
Jedini je predstavnik podskupine bandi, šira jezična skupina mende-bandi. Piše se latinicom, a u literaturi se koristi dijalekt tahamba. Jezik se veoma često naziva pogrešnim imenima ‘gbandi’ ili ‘gbande’.

## Vanjske poveznice
- Ethnologue (14th)
- Ethnologue (15th)